# Сюзанна Аньєллі
Сюзанна Аньєллі (1922–2009) — італійська державна та громадсько-політична діячка, дипломатка.

## Біографія
Народилася 24 квітня 1922 року в місті Турин, Італія. Представниця відомої італійської династії Аньєллі, засновниці автомобільного концерну «Fiat».
З 1974 по 1984 — мер Арджентарі.
З 1976 по 1983 — депутат Палати депутатів від Італійської республіканської партії.
З 1979 по 1981 — депутат Європейського парламенту.
У 1983 — член Сенату.
З 1983 по 1991 — заступник міністра закордонних справ Італії.
З 1995 по 1996 — міністр закордонних справ Італії.
З 1996 по 2009 — у відставці. Була президентом «Всесвітнього фонду Дикої Природи» (WWF), була представником Італії в Міжнародній комісії з прав людини. Очолювала неурядові благодійні організації «Telethon» та фонд «Il faro».
15 травня 2009 — померла в Римі, Італія. Похована в місті на півдні Тоскани — на півострові Монте-Арджентаріо.

## Автор
- Книга «Ми одягнені як моряки» («Vestivamo alla marinara»).